# Associazione Calcio Forlì 2002-2003
Questa pagina raccoglie le informazioni riguardanti l'Associazione Calcio Forlì nelle competizioni ufficiali della stagione 2002-2003.

## Stagione
Nella stagione 2002-2003 il Forlì a distanza di sette anni ritorna nel quarto livello del calcio professionistico. Non ritorna con una promozione sul campo, ma per il diritto acquisito da un secondo posto nel girone E della Serie D, dietro al Fano, e richiedendo così il ripescaggio. Vi arriva con un nuovo cambio societario, con al vertice Marco e Luca Oliveti. Disputa il girone B del campionato di Serie C2, raccoglie 43 punti, due di penalizzazione dovuti ad un errato tesseramento di un calciatore, con il decimo posto. Sulla panchina non c'è più Attilio Bardi ma Rocco Cotroneo, arrivano giocatori dai nobili trascorsi quali Massimo Agostini, Christian Lantignotti, Maurizio Neri ed Emanuele Tresoldi. Il campionato vede i biancorossi veleggiare a metà classifica, e la vittoria più bella, firmata da una rete strepitosa del "Condor" Agostini, giunge nel derby esterno con il Rimini. Nel girone del Forlì figura incidentalmente la Fiorentina, con il nome Florentia Viola, che vince il campionato e risale di categoria con il Rimini. Nella Coppa Italia di Serie C i galletti disputano senza soddisfazioni il girone F, che è stato vinto dal Sassuolo. A fine stagione dopo undici anni in maglia biancorossa, chiude con il Forlì il difensore forlivese Alberto Calderoni con 398 presenze, nessuno ha fatto meglio di lui.

## Rosa
| N. |                   | Ruolo | Calciatore         |
| -- | ----------------- | ----- | ------------------ |
|    | Italia (bandiera) | C     | Simone Adani       |
|    | Italia (bandiera) | C     | Angelo Affatigato  |
|    | Italia (bandiera) | A     | Massimo Agostini   |
|    | Italia (bandiera) | D     | Simone Airoldi     |
|    | Italia (bandiera) | P     | Stefano Braga      |
|    | Italia (bandiera) | A     | Claudio Cacciatori |
|    | Italia (bandiera) | A     | Luigi Caggianelli  |
|    | Italia (bandiera) | D     | Alberto Calderoni  |
|    | Italia (bandiera) | C     | Rossano Casoni     |
|    | Italia (bandiera) | C     | Andrea Coletti     |
|    | Italia (bandiera) | D     | Cristian Cortini   |
|    | Italia (bandiera) | D     | Alessandro Dozio   |
|    | Italia (bandiera) | C     | Davide Errani      |

| N. |                      | Ruolo | Calciatore            |
| -- | -------------------- | ----- | --------------------- |
|    | Italia (bandiera)    | D     | Mirko Gentilini       |
|    | Italia (bandiera)    | C     | Guido Ghetti          |
|    | Italia (bandiera)    | C     | Christian Lantignotti |
|    | Argentina (bandiera) | C     | Dario Maffei          |
|    | Italia (bandiera)    | C     | Alberto Maresi        |
|    | Italia (bandiera)    | A     | Maurizio Neri         |
|    | Italia (bandiera)    | A     | Fabio Padovani        |
|    | Italia (bandiera)    | C     | Davide Poletti        |
|    | Italia (bandiera)    | D     | Michele Riberti       |
|    | Italia (bandiera)    | P     | Cristiano Scalabrelli |
|    | Italia (bandiera)    | A     | Andrea Tedeschi       |
|    | Italia (bandiera)    | D     | Emanuele Tresoldi     |

## Risultati

### Serie C2

#### Girone di andata
| Firenze 1º settembre 2002 1ª giornata | Florentia Viola    | 0 – 0 | Forlì | Stadio Artemio Franchi\| Arbitro: \| Brunialti (Trento) \| |
| Arbitro:                              | Brunialti (Trento) |       |       |                                                            |

| Arbitro: | Zin (Cervignano del Friuli) |

|  |           |                     |
|  | Marcatori | 6’ Baresi 45’ Muoio |

| Arbitro: | Orsato (Schio) |

|  |           |             |
|  | Marcatori | 90+2’ Fusco |

| Arbitro: | Lops (Torino) |

|  |           |              |
|  | Marcatori | 86’ Agostini |

| Arbitro: | Giglioni (Siena) |

|                             |           |           |
| Agostini 13’ Affatigato 80’ | Marcatori | 85’ Clara |

| Arbitro: | Ongaro (Rovigo) |

|              |           |  |
| Ruscitti 20’ | Marcatori |  |

| Arbitro: | Masin (Cervignano del Friuli) |

|              |           |  |
| Baiano 90+1’ | Marcatori |  |

| Forlì 20 ottobre 2002 8ª giornata | Forlì             | 0 – 0 | Aglianese | Stadio Tullo Morgagni\| Arbitro: \| Latella (Potenza) \| |
| Arbitro:                          | Latella (Potenza) |       |           |                                                          |

| Arbitro: | Italiani (L'Aquila) |

|  |           |              |
|  | Marcatori | 35’ Tresoldi |

| Arbitro: | Iannone (Napoli) |

|                                    |           |  |
| Tedeschi 15’, 78’ Affatigato 90+2’ | Marcatori |  |

| Arbitro: | Zanardo (Conegliano) |

|  |           |              |
|  | Marcatori | 90+2’ Maffei |

| Arbitro: | Ferrandini (Sondrio) |

|                |           |  |
| Affatigato 22’ | Marcatori |  |

| Arbitro: | Bo (Genova) |

|  |           |              |
|  | Marcatori | 90+3’ Maffei |

| Arbitro: | Severi (Viterbo) |

|            |           |                |
| Ghetti 78’ | Marcatori | 86’ A. Maniero |

| Arbitro: | Di Fiore (Aosta) |

|              |           |            |
| Tagliani 55’ | Marcatori | 68’ Maffei |

| Arbitro: | Forconi (Aprilia) |

|             |           |  |
| Padovani 9’ | Marcatori |  |

| Arbitro: | Marchesi (Bergamo) |

|  |           |              |
|  | Marcatori | 82’ Tedeschi |

#### Girone di ritorno
| Arbitro: | Tonolini (Milano) |

|  |           |                        |
|  | Marcatori | 8’ Riganò 53’ Nicodemo |

| Arbitro: | Bernardoni (Modena) |

|                           |           |            |
| Nobile 4’ G. Scarpato 82’ | Marcatori | 44’ Ghetti |

| Arbitro: | Giachero (Pinerolo) |

|                         |           |            |
| Balducci 3’ Chisena 16’ | Marcatori | 19’ Ghetti |

| Arbitro: | Ioseffi (Siena) |

|  |           |                 |
|  | Marcatori | 90+1’ Di Nicola |

| Imola 2 febbraio 2003 22ª giornata | Imolese        | 0 – 0 | Forlì | Stadio Romeo Galli\| Arbitro: \| Nappi (Napoli) \| |
| Arbitro:                           | Nappi (Napoli) |       |       |                                                    |

| Arbitro: | Didato (Agrigento) |

|                 |           |  |
| Lantignotti 34’ | Marcatori |  |

| Arbitro: | C. Rubino (Salerno) |

|                       |           |  |
| Agostini 35’ Neri 74’ | Marcatori |  |

| Agliana 2 marzo 2003 25ª giornata | Aglianese          | 0 – 0 | Forlì | Stadio Sem Barontini\| Arbitro: \| Gandolfi (Cremona) \| |
| Arbitro:                          | Gandolfi (Cremona) |       |       |                                                          |

| Arbitro: | Lioce (Molfetta) |

|                 |           |              |
| Lantignotti 72’ | Marcatori | 78’ Girgenti |

| Arbitro: | Marchesi (Bergamo) |

|                       |           |            |
| Chadi 52’ Tarpani 66’ | Marcatori | 64’ Maffei |

| Arbitro: | Giordano (Caltanissetta) |

|                 |           |                           |
| Lantignotti 74’ | Marcatori | 11’ Di Rita 85’ D'Ainzara |

| Arbitro: | Ciliberto (Merano) |

|                                 |           |                                                       |
| L. Ruopolo 47’ J. P. Suarez 61’ | Marcatori | 23’ Affatigato 68’ Tresoldi 70’ Tedeschi 80’ Padovani |

| Arbitro: | Didato (Agrigento) |

|            |           |               |
| Maffei 82’ | Marcatori | 44’ Roncarati |

| Arbitro: | Castagneri |

|                                  |           |            |
| M. Pierobon 11’ Rondina 14’, 61’ | Marcatori | 74’ Errani |

| Arbitro: | Fabiano (Salerno) |

|                 |           |                           |
| Lantignotti 58’ | Marcatori | 33’ Ludi 90+5’ F. Ferrari |

| Gubbio 4 maggio 2003 33ª giornata | Gubbio              | 0 – 0 | Forlì | Stadio San Biagio\| Arbitro: \| G. Rubino (Salerno) \| |
| Arbitro:                          | G. Rubino (Salerno) |       |       |                                                        |

| Arbitro: | Vicinanza (Albenga) |

|              |           |                            |
| Tresoldi 28’ | Marcatori | 27’ Belluomini 89’ Cipolli |

### Coppa Italia Serie C

#### Fase a gironi
| 18 agosto 2002 1ª giornata |  | – Turno di riposo Forlì |  |  |

| Arbitro: | Ongaro (Rovigo) |

|  |           |                              |
|  | Marcatori | 11’, 29’ Ayodele 80’ Minetti |

| Arbitro: | Capozzi (Vicenza) |

|           |           |              |
| Borsa 66’ | Marcatori | 62’ Padovani |

| Arbitro: | Masiero (Mestre) |

|                        |           |                                  |
| Riberti 44’ Maffei 66’ | Marcatori | 20’ Fraccaro 45+1’, 48’ Bischeri |

| Arbitro: | Gandolfi (Cremona) |

|                                                  |           |            |
| Poturak 18’ Bernardi 66’ Recchi 85’ A. Conti 87’ | Marcatori | 63’ Maffei |